# 比斯特里齊亞 (溫基夫齊區)
48°57′37″N 27°14′38″E / 48.96028°N 27.24389°E
比斯特里察（烏克蘭語：Бистриця）是位於烏克蘭西部的村莊，由赫梅利尼茨基州裡赫梅利尼茨基區的溫基夫齊市鎮負責管轄。該村始建於1685年，面積1.04平方公里，海拔高度216米，2001年人口107，人口密度每平方公里102.9人。